# .cg
cg. دامنه اینترنتی جمهوری کنگو است.